# George Edwin Brink
George Edwin Brink, CB, CBE, DSO, južnoafriški general, * 1889, † 1971.